# Commission nationale de lutte contre le génocide
La Commission nationale de lutte contre le génocide (CNLG) est une organisation rwandaise qui s'occupe du génocide de 1994 au Rwanda. Ils sont impliqués dans l'étude de ce qui s'est passé. Leur mission est de préserver la mémoire des crimes et d'étudier comment ils peuvent être évités. L'organisation est mandatée par l'article 179 de la Constitution du Rwanda. 
L'une de leurs actions a été de créer le Kigali Genocide Memorial Center qu'ils ont réalisé en collaboration avec le conseil municipal et l'Aegis Trust. L'Aegis Trust gère désormais le centre. 

## Mission
Prévenir et combattre le génocide, son idéologie et survivre à ses conséquences.